# سيلاج (شركة)
شركة سيلاج هي شركة صيدلانية سويسرية تابعة لشركة جونسون آند جونسون الأمريكية.
تأسست الشركة في 12 مايو 1936. وفي عام 1959، انضمت لمجموعات شركات جونسون آند جونسون. وفي أوائل عقد تسعينات القرن العشرين اندمجت مع يانسن للأدوية لتأسيس يانسن سيلاج.

## روابط خارجية
- الموقع الرسمي: Cilag AG